# Восточнословацкий диалект
Восточнослова́цкий диале́кт (восточнословацкая диалектная группа) (словац. východoslovenský dialekt, makroareál východoslovenských nárečí, východoslovenské nárečia, východná slovenčina, východoslovenčina) — диалект словацкого языка, распространённый в восточной части словацкого языкового ареала. Относится к числу трёх основных словацких диалектов наряду с западнословацким и среднесловацким, образующим единый непрерывный диалектный континуум. В составе восточнословацкого диалекта или восточнословацкой диалектной группы выделяют спишские, абовские, шаришские, земплинские, ужские и сотацкие говоры. Восточнословацкий диалект наиболее обособлен от других словацких диалектов как лексически, так и фонетически, он в большей степени, чем другие словацкие диалекты, подвергся внешнеязыковым контактам (с соседними говорами малопольского диалекта, с восточнославянскими говорами и с венгерским языком).
Для восточнословацкого диалекта характерно распространение таких языковых черт, относящихся главным образом к фонетике и морфологии, как наличие roT-, loT- на месте праславянских сочетаний *orT-, *olT- не под акутовым ударением; наличие на месте исконного носового ę после губных согласных в кратком слоге гласной /e/, в долгом слоге — /ɪ̯a/; парокситоническое ударение (всегда падающее на предпоследний слог); отсутствие долгих гласных и т. д.
На основе разных говоров восточнословацкого диалекта, начиная с XVIII века, предпринимались попытки создания литературной нормы, известной как восточнословацкий язык (микроязык), которая так и не вошла в употребление (в первой половине XX века издание литературы на этом языке прекратилось).

## Классификация
В статье «Словацкий язык» (из издания «Языки мира: Славянские языки») в составе восточнословацкой диалектной группы перечислены следующие шесть групп говоров:
- Спишские говоры (словац. spišské nárečia),
- Абовские говоры (abovské nárečia),
- Шаришские говоры (šarišské nárečia),
- Земплинские говоры (zemplínske nárečie),
- Ужские говоры (užské nárečia),
- Сотацкие говоры (sotácke nárečia).

В ряде классификаций словацких диалектологов, таких, как Ф. Буффа (F. Buffa), 1962; И. Котулич (I. Kotulič), 1962; М. Семянова (M. Semjanová), 1976; К. Палкович (K. Palkovič), 1981; Р. Крайчович (R. Krajčovič), 1988, и других восточнословацкие говоры разделяются на два ареала — западный и восточный:
- Западные восточнословацкие говоры
  - Спишские говоры,
  - Абовские говоры,
  - Шаришские говоры,
- Восточные восточнословацкие говоры
  - Земплинские говоры,
  - Ужские говоры,
  - Сотацкие говоры.

В классификации, опубликованной в «Атласе словацкого языка» (Atlas slovenského jazyka), 1968, под редакцией Й. Штольца (J. Štolc), а позднее изложенной Й. Штольцем в «Словацкой диалектологии» (Slovenska dialektologia) 1994 года, говоры восточнословацкого диалекта разделяются на три ареала — юго-западный, центральный и восточный:
- Юго-западные восточнословацкие говоры
  - Спишские говоры,
  - Спишско-шаришские говоры,
  - Абовские говоры,
- Центральные восточнословацкие говоры
  - Шаришские говоры,
  - Земплинские говоры,
- Восточные восточнословацкие говоры
  - Ужские говоры,
  - Сотацкие говоры.

Кроме перечисленных выше групп говоров в восточнословацком диалектном ареале в разных классификациях словацких диалектов также могут выделяться и другие группы говоров (включая говоры переходного характера):
- Лучивнинские (lučivnianske nárečie) и гнилецкие говоры (hnilecké nárečia) в ареале спишской группы говоров,
- Шаришско-спишские говоры (spišsko-šarišské nárečia) — говоры на юго-востоке ареала спишской группы говоров и на юго-западе шаришской группы говоров.

## Область распространения
Говоры восточнословацкого диалекта распространены в восточной Словакии на территории Прешовского и Кошицкого краёв, исключая крайне западные районы Кошицкого края.
На западе восточнословацкие говоры граничат с говорами среднесловацкого диалекта — липтовскими и гемерскими (восточногемерскими и верхнегронскими), на северо-западе — с малопольскими говорами — сондецким и гуральским спишским. С севера и востока к восточнословацким говорам примыкает область распространения русинских говоров (лемковских и закарпатских говоров юго-западного наречия украинского языка), с юга — область словацких диалектно разнородных говоров и область распространения венгерского языка. Кроме того восточнословацкие говоры распространены на этнической территории русин в северо-восточной части Словакии чересполосно с русинскими говорами (также ряд анклавов русинских говоров размещён на территории восточнословацкого языкового ареала) и в западных районах Закарпатской области Украины.

## История
История формирования и развития восточнословацкого диалекта тесно связана с историей становления и развития
словацкого этноса и словацкого языка, в образовании которого приняли участие генетически разнородные славянские диалекты. Отдельные различительные особенности современных словацких диалектов (включая восточнословацкий) сложились в период после завершения миграций славян в VI—VII веках (изменение групп *orT-, *olT- не под акутовым ударением в roT-, loT-, изменение *x по второй палатализации в s или š и другие особенности). В VIII—IX веках как в говорах, на основе которых сформировался восточнословацкий диалект, так и в остальных словацких говорах протекают одинаковые языковые процессы, способствующие сближению разных диалектных групп словацкого языкового ареала, при этом часть из этих процессов была реализована сходно с западнославянскими, часть — с незападнославянскими языками. К данным явлениям относят развитие слоговых сонорных в сочетаниях *TrьT, *TrъT, *TlьT, *TlъT; сохранение сочетаний *kv-, *gv- в начале слова перед *ě; отсутствие l эпентетического после губных согласных p, b, m, v на стыке морфем на месте праславянских сочетаний губного с *j; изменение праславянских сочетаний *tj, *dj в c, dz и т. д. В X—XI веках для говоров, на основе которых сформировался восточнословацкий диалект, характерны изменения, общие для всех предков словацких диалектов (результаты изменения *g по первой палатализации, а также сочетаний *dj, *gj, краткость на месте старого акута и т. д.), выделившие словацкий среди других западнославянских языков. В дальнейшем протекали языковые процессы, как объединяющие восточнословацкий с другими словацкими диалектами, так и дифференцирующие его от них — основные из этих процессов завершились уже к XVI веку — в этот период важнейшие языковые различия восточнословацкого от других словацких диалектов были достаточно чётко оформлены.
Возможно, предки носителей восточнословацких говоров до X века населяли области южнее и западнее границ современного ареала и находились в соседстве с территорией расселения предков носителей западнословацкого диалекта. Данное предположение основывается на ряде языковых сходств (включая языковые черты древнего происхождения) восточнословацкого и западнословацкого диалектов, противопоставляющих их говорам среднесловацкого диалекта:
- Изменение групп *orT-, *olT- не под акутовым ударением в roT-, loT-. В среднесловацком диалекте данные группы изменились в raT-, laT-.
- Изменение группы согласных /šč/ в /št’/. В среднесловацком такое изменение отсутствует.
- Окончание одушевлённых существительных мужского рода множественного числа в именительном падеже -e, -ove (в западнословацком диалекте — -é/-ie, -ové/-ovie): l’udze «люди», gazdove «хозяева» и т. п. В среднесловацком отмечаются окончания -ɪ̯a, -ovɪ̯a: l’ud’ɪ̯a, gazdovɪ̯a и т. п.
- Окончание существительных женского рода единственного числа в форме творительного падежа -u (в западнословацком — -ú/-u): z nohu «ногой», ženu «женщиной». В среднесловацком — окончание -ou̯: z nohou̯, ženou̯.
- Окончания существительных среднего рода в форме именительного падежа единственного числа -o в случаях типа pol’o «поле», s’erco «сердце» и т. п. В среднесловацком — окончание -e: pol’e, srco и т. п.
- Окончание прилагательных среднего рода в форме именительного падежа единственного числа -e (в западнословацком — -é): dobre «доброе», «хорошее». В среднесловацком — окончание -u̯o: dobru̯o и т. д.

Переселение венгров на Дунай к X веку могло привести к миграции восточных словаков на северо-восток в область современного расселения. Предки носителей среднесловацкого диалекта, вероятно, мигрировали из южных областей на север в предгорья Татр, разделив некогда общий западнословацко-восточнословацкий ареал. Тем самым говоры, на основе которых сформировался современный восточнословацкий диалект, оказались на периферии чешско-словацкого языкового ареала в соседстве с лехитскими говорами Малопольши и восточнославянскими говорами Закарпатья.
Процесс образования языковых различий как восточнословацкого диалекта, так и говоров в его составе, отчасти был обусловлен обособлением той или иной части этнической территории словаков в пределах разных административных единиц феодального Венгерского королевства. Ряд диалектных признаков восточнословацкого диалекта, относящихся не только к заимствованиям лексики, но и затронувшие фонологическую систему, морфологию и синтаксис, был сформирован вследствие влияния внешнеязыковых контактов (другие словацкие диалекты подверглись воздействию соседних языков в меньшей степени, чем восточнословацкий):
- Языковые контакты с малопольскими говорами способствовали фиксации ударения на предпоследнем слоге слова; образованию кратких гласных на месте долгих; образованию специфических форм глагола прошедшего времени типа pisal jem/pisal mi «я писал», pisalam/pisala mi «я писала», а также форм глагола сослагательного наклонения типа pisal bim «я бы писал» и т. д.
- Языковые контакты с восточнославянскими говорами, возможно, привели к появлению глагольных форм прошедшего времени типа ja pisal «я писал» и сослагательного наклонения ja bi pisal «я бы писал», сосуществующих с формами типа pisal jem/pisal mi и pisal bim и т. д.
- Языковые контакты с венгерским языком, вероятно, были причиной утраты фонемы /x/ в южных восточнословацких говорах, в частности в абовских говорах — фонема /x/ совпала с /h/: horosc (слов. литер. choroba «болезнь»), muha (слов. литер. mucha «муха») и т. д.

Языковая близость говоров восточнословацкого и малопольского диалектов даёт основание предполагать, что в прошлом, приблизительно до XIV—XVI веков, ареалы этих говоров граничили непосредственно друг с другом, после чего в результате пастушеских миграций на Карпатах польский и словацкий языковые ареалы были разделены областью распространения восточнославянских говоров, на основе которых сформировался современный лемковский диалект, при этом местное западнославянское население частично было ассимилировано.
На территории распространения восточнословацкого диалекта в XVI—XVIII веках отмечалось формирование так называемого «восточнословацкого культурного интердиалекта» на основе взаимодействия местных говоров и чешского литературного языка. Данный интердиалект был средством устного общения главным образом для образованной части населения восточной Словакии.

## Восточнословацкий литературный язык
В разное время на говорах восточнословацкого диалекта предпринимались попытки создания литературной нормы. Один из вариантов регионального восточнословацкого языка создавался кальвинистами восточной Словакии с середины XVIII века. Его основой стали земплинские говоры. На нём до 1920-х годов издавалась церковная литература, после чего этот вариант вышел из употребления. Второй вариант восточнословацкого языка появился в середине XIX века вне связи с церковью — так называемый светский, или «мирской», вариант. Его базой стали восточнословацкие говоры другой группы — шаришские говоры — этот язык также известен как «шаришский» (šariština). Данный вариант языка использовался (до Второй мировой войны) главным образом провенгерски настроенными словаками, с 1880-х годов словацкими общинами в США на восточнословацком языке, опирающемся не только на шаришские, но и на спишские говоры, издавались газеты (Amerikanszko-szlovenszke novini, Szlovjak v Amerike и некоторые другие), в 1919 году на «шаришском языке» издавалась пресса в Словацкой Советской Республике.
С конца XX века отмечаются попытки возрождения восточнословацкого литературного языка. Вновь появляются авторы, пишущие на восточнословацком, в частности в 2002 году под редакцией Ондрея Галаги (Ondrej Halaga) был издан «Восточнословацкий словарь» (Východoslovenský slovník).

## Отличия от соседних славянских языков
К ареалу восточнословацкого диалекта примыкают на значительном протяжении его границы ареалы диалектов близкородственных славянских языков, с севера — ареал западнославянского малопольского диалекта, с севера и востока — ареал восточнославянского лемковского диалекта. От них восточнословацкий ареал отделяют пучки изоглосс, которые чётко разграничивают область распространения восточнословацкого диалекта с областями распространения малопольского и лемковского диалектов.

### Отличия от лемковского диалекта
С лемковским диалектом восточнословацкий различается по таким языковым чертам, как:
1. Наличие гласных на месте древней долгой ó. В лемковском — гласная /i/: kiň, stil и т. п. В восточнословацком — по говорам /u/ или /o/: kuň/koň, stul/stol (словац. литер. kôň, stôl «конь», «стол») и т. п.
2. Результаты метатезы плавных в группах *TorT, *TolT, *TerT, *TelT. Для лемковского диалекта на месте данных сочетаний характерны полногласные формы: zoloto, holova, bereh и т. п. в противоположность словацким неполногласным формам: zlato, hlava, по говорам brieh/breh/brih (словац. литер. zlato, hlava, breh «золото», «голова», «берег») и т. п.
3. Наличие согласных на месте /t/ и /d/ перед [e] и [i]. В лемковских говорах — мягкие /t’/ и /d’/. В восточнословацких говорах — твёрдые /c/ и /dz/.
4. Наличие в лемковских говорах согласных /č/, /ž/ на месте праславянских сочетаний *tj, *kt перед гласными переднего ряда и *dj (meža, noč) в соответствии с согласными /c/, /dz/ в восточнословацких говорах: medza, noc (словац. литер. medza, noc «межа», «ночь»).
5. Окончания инфинитивов -ti в лемковских говорах: dati, pisati и т. п. соответствуют окончанию -c в восточнословацких говорах: dac, pisac (словац. литер. dat’, písat’ «дать», «писать»).
6. Окончания глаголов в форме 1-го лица единственного числа настоящего времени. В лемковских говорах — -u: pletu, pišu и т. п. В восточнословацких говорах — -em: pl’ecem, pišem (словац. литер. pl’etiem, píšem «плету», «пишу»).
7. Окончания глаголов в форме 3-го лица множественного числа настоящего времени. В лемковских говорах — -at’, -ut’: oňi chval’at’, znajut’ и т. п. В восточнословацких говорах — -a, -u: chval’a, znaju (словац. литер. chvál’ia, znajú «(они) хвалят», «знают»).

### Отличия от малопольского диалекта
От малопольских говоров гуралей северного Спиша восточнословацкий диалект отличается по следующим языковым чертам:
1. Наличие результатов перегласовок ’e > ’o, ’ě > ’a перед твёрдыми переднеязычными согласными t, d, s, z, n, r, l в малопольских говорах: s’ostra, c’otka и т. п.; śviat, siano, l’as и т. п. В восточнословацком — śestra, cetka (словац. литер. sestra, t’etka «сестра»; «тётка», «тётя») и т. п.; s’vet, s’eno, l’es (словац. литер. svet, seno, l’es «свет», «мир»; «сено», «лес») и т. п.
2. Сохранение носовых гласных в малопольских говорах (renkom, mieśonce) и утрата их в восточнословацких говорах: ruku, meśace.
3. Наличие звука [g] у гуралей (glova), противопоставленное произношению [h] на месте /g/ у восточных словаков (hlava).
4. Наличие у гуралей мазурения, противопоставленное его отсутствию у восточных словаков.

## Особенности диалекта
Говоры восточнословацкого диалекта характеризуются следующими фонетическими и морфологическими диалектными особенностями:

### Фонетика
1. Наличие, как и в западнословацком диалекте, на месте праславянских сочетаний *orT-, *olT- не под акутовым ударением roT-, loT-: lokec «локоть», rokita «ракита», loňi «в прошлом году» и т. п. Данное явление противопоставлено говорам среднесловацкого диалекта, в которых представлены сочетания raT-, laT- (laket’, rakita, lan’i и т. п.).
2. Наличие на месте праславянского носового ę после губных согласных /e/ (в кратком слоге): meso «мясо», hovedo «скотина», dzevec «девять» и т. п. и /ɪ̯a/ (в долгом слоге): pamɪ̯atka «память», «памятник», dzevɪ̯ati «девятый» и т. п. После остальных согласных (помимо губных) в долгом слоге на месте носового ę отмечается гласная /a/: častka «часть», poradek «порядок» и т. п. В среднесловацком диалекте на месте носового ę после губных возникла гласная /ä/ (в кратком слоге) и дифтонг /ɪ̯a/ (в долгом слоге), в западнословацком диалекте — гласные /a/ (в кратком слоге) и /ā/ (в долгом слоге).
3. Вокализация редуцированных в сильной позиции с образованием на месте ь и ъ в основном гласной /e/ (реже при возможных других гласных): statek «скот», deska «доска», oves «овёс», diźdž «дождь», von «вон», «вне», bočka/bačka «бочка» и т. п. В среднесловацком диалекте на месте редуцированного ь появились гласные /e/, /o/, на месте ъ — гласные /e/, /o/, /a/, в западнословацком, как и в восточнословацком, но более последовательно, на месте редуцированных представлена гласная /e/.
4. Отсутствие долгих гласных: brazda «борозда», mam «(я) имею», davam «(я) даю», luka «луг», dobri «добрый», «хороший» и т. п. В большинстве говоров западнословацкого диалекта долгие гласные (/ā/, /ē/, /ō/ или /ī/, /ū/) выступают на месте дифтонгов, в говорах среднесловацкого диалекта сохранились как долгие гласные, так и дифтонги. Отсутствие оппозиции долгих и кратких гласных в целом отличает восточнословацкий диалект от чешско-словацкого языкового ареала и сближает с лехитским ареалом.
5. Сочетания плавных с гласным на месте слоговых [r̥] и [l̥]: /ar/ (tvardi «твёрдый», zarno «зерно»); /er/ (śerco «сердце»); /ir/ (virba наряду с vɪ̯erba/verba «верба»); /ri/; /al/ (halboki «глубокий»); /el/ (vil’k/vel’k «волк»); /ol/, /ul/ (polno/pulno «полно», kolbasa «колбаса»), /lu/ (slunko «солнце»), /li/ (hl’iboko «глубоко»). Слоговые [r̥] и [l̥] входят в характеристику литературного языка.
6. Распространение мягких шипящих /s’/ и /z’/: śivi «седой», śeno «сено», źac «жать», «убирать», źima «зима», «холод» и т. п.
7. Дзеканье и цеканье — наличие на месте мягких /t’/ и /d’/ звуков [c], [dz]: dzeci «дети», dzedzina «деревня», cixo «тихо», vracic «возвратить», «вернуть», volac «звать» и т. п.
8. Оглушение /v/ в конце слова и перед глухой согласной, как и в западнословацком диалекте: bratof «брата», pol’efka «суп» и т. п. В среднесловацком диалекте в закрытом слоге и в конце слова на месте /v/ произносится неслоговой [u̯]: dāu̯no «давно», mrkeu̯ «морковь», bratou̯ «братов» и т. п
9. Парокситоническое ударение (на предпоследнем слоге), как и в соседних с восточнословацкими малопольских (и в польском литературном языке) и лемковских говорах. Для западнословацкого и среднесловацких диалектов (и для словацкого литературного языка) характерно наличие инициального ударения (на первом слоге). В целом данная черта отличает восточнословацкий диалект (наряду с североморавскими диалектами) от чешско-словацкой языковой подгруппы и сближает с восточнолехитским языковым ареалом.

### Морфология
1. Распространение окончаний -o, -e у существительных среднего рода в форме именительного падежа единственного числа: pol’o «поле», moro «море», l’isce «листья», «листва», veśel’e «свадьба» и т. п. В среднесловацком диалекте в данной позиции отмечаются окончания -ɪ̯a, -e: znamen’ɪ̯a «знак», zdravɪ̯a «здоровье», pol’e «поле», more «море», vajce «яйцо» и т. п., в западнословацком диалекте — окончание -o: līco «щека», vajco «яйцо» и т. п.
2. Окончание -u у существительных женского рода в форме творительного падежа единственного числа: s pal’icu «с дубиной», «с палкой», zo ženu «с женщиной». Для западнословацких говоров характерно наличие у существительных женского рода в данной форме окончания -ú/-u (s tū dobrū ženū/s tu dobru ženu «с этой доброй женщиной»), для среднесловацких — окончания -ou̯ (s tou̯ dobrou̯ ženou̯).
3. Окончание -u у существительных мужского рода в форме родительного падежа единственного числа типа hrdina: gazdi «хозяина», bači «чабана», «овчара» и т. п. В среднесловацких говорах распространено окончание -u: gazdu, baču и т. п.
4. Обобщённые окончания для существительных всех трёх родов в формах родительного, дательного и местного падежей множественного числа. В дательном падеже окончание -om: bratom «братьям», ženom «женщинам», mestom «городам». В родительном и местном падежах окончание -och: bratox «братьев», «о братьях», ženox «женщин», «о женщинах», mestox «городов», «о городах».
5. Распространение у прилагательных и местоимений в форме творительного падежа множественного числа окончания -ima: s tima dobrima «с этими добрыми», z mojima «с моими», ś n’ima «с ними»
6. Наличие таких форм прошедшего времени глагола byt’ «быть» в 3-м лице единственного и множественного числа, как: bul «он был», bula «она была», bulo «оно было», bul’i «они были».
7. Распространение в большинстве восточнословацких говоров окончаний -u или -ɪ̯a, -a в глагольныех формах 3-го лица множественного числа настоящего времени: voźa «возят», vedu «ведут», robɪ̯a «работают» и т. п.
8. Возможность употребления форм глаголов будущего времени типа budzem robil «я буду делать», budu robil’i «они будут делать» наряду с обычными формами типа budzem robic.

### Лексика
Распространение слов:
- barz (словац. литер. vel’mi, «очень»), ср. пол. bardzo «очень»;
- trimac (литер. držat’ «держать»), ср. укр. тримати, польск. trzymać «держать»;
- chol’em (литер. aspoň «по крайней мере», «хотя бы»);
- batoh, batuh (литер. bič «бич», «кнут», «хлыст»);
- ta (литер. nuž «ну», «ну, так»);
- onačic sa (литер. ondiat’ sa «возиться», «копаться»);
- trebalo (литер. treba bolo «было нужно»);
- l’em (литер. len «только», «лишь») и многие другие.

Для восточнословацких говоров характерно распространение в лексике украинизмов, особенно в говорах восточной части ареала диалекта.